# 弁証法
弁証法（べんしょうほう、希: διαλεκτική、英: dialectic）矛盾を解消し高い次元へと発展する働き。哲学用語だが評論では、「矛盾の解消」「対立項の折衷」などの意味で用いられることも多い。
哲学の用語であり、現代において使用される場合、ヘーゲルによって定式化された弁証法、及びそれを継承しているマルクスの弁証法を意味することがほとんどである。それは、世界や事物の変化や発展の過程を本質的に理解するための方法、法則とされる（ヘーゲルなどにおいては、弁証法は現実の内容そのものの発展のありかたである）。しかし、弁証法という用語が指すものは、哲学史においてヘーゲルの登場よりも古く、ギリシア哲学以来議論されているものであり、この用語を使う哲学者によってその内容は多岐にわたっている。したがって「弁証法＝ヘーゲルの弁証法的論理学」としてすべてを理解しようとするのは誤りである。弁証法は、元来哲学の内部で問題とされ、哲学固有の考え方、或いは哲学的論理というものであったが、今日では、ほとんど常識化され、無造作に用いられるようになった。

## 歴史
弁証法という言葉は、古代ギリシアの哲学に初めて登場し、それは他人との議論の技術、または事物の対立という意味で使われていた。アリストテレスによれば、エレアのゼノンによって創始されたという。
ヘーゲル、マルクスのそれは三枝弁証法だが、フリードリヒ・シュライエルマッハーのような二枝弁証法、シェリングのような四枝弁証法もある。

### ソクラテスの対話（問答法）
プラトンの初期対話篇で描かれる、比較的実像に忠実とされるソクラテスから導かれる解釈では、彼が実践した、ある一つの考え方が内在的に伴うことになる矛盾を明らかにするために、その主張に疑問を投げかけながら議論・問答することで、より妥当な真理に近づこうとする方法を意味する。問答法と表現される。

### プラトン・アリストテレスの推論技術（弁証術）
更に、プラトン自身の考えが徐々に固まりつつ前面に出てくる初期末の『ゴルギアス』『メノン』から『国家』『パイドロス』等の中期以降の対話篇になると、「ディアレクティケー」（弁証術）は、「対話」「質疑応答」「問答」という元々の素朴な意味から発展し、対象の自然本性に沿って、自在に概念を綜合（総合）・分析（分割）していける、「緻密な推論の技術・能力」を意味するものとして洗練されてくる。（その一部は、後期の『ソピステス』『政治家』等に至り、分割法（ディアイレシス）の名で呼ばれる、より明確なものとして立ち現れてくる。）
プラトンは「ディアレクティケー」（弁証術）と「レートリケー」（弁論術）を対比させながら、「言論（ロゴス）の技術（テクネー）」としての前者の優位性と後者の欠格を主張する。

プラトンのこの「緻密な推論技術」としての「ディアレクティケー」（弁証術）の用法は、弟子のアリストテレスにも受け継がれる。ただし、アリストテレスはこの概念を、「いかなる前提から出発するか」によって、
- 絶対的な真にして第一の前提から出発する「論証」（apodictic, 議論不要・恒真）的な推論（demonstration） （→厳密、学問的、形式的（形式論理学）、『分析論前書』『分析論後書』）
- 蓋然的な通念（endoxa）を前提として出発する「弁証」（dialectic）的な推論 （→社会的、実践的、『トピカ』）
- 不確かな前提から出発する「論争」（eristic）的な推論 （→詭弁、『詭弁論駁論』）
- 誤った前提から出発する「誤謬」推論（paralogism）

等に分割・分類し、再定義しており、「ディアレクティケー」（弁証術）の意味・役割は、「社会通念を適切に処理する手段」という狭い限定された領域に押し込まれることになった。
なお、アリストテレスの推論は、総じて「三段論法」（希: συλλογισμός, syllogism, シュロギスモス）として定型化されており、プラトンの頃よりも、統合（syl-）に向けてより形式化されている。そしてこの統合性が、後代のヘーゲルにおける弁証法とは異なって、無矛盾のうちに進められる。
アリストテレスのこれらについての著作は、後代に『オルガノン』（Organon）としてまとめられ、その技術は総じて「ロギケー」（希: λογική, logikē、羅: logica, ロギカ）と呼ばれるようになり、「論理学」（logic）の基礎となる。

### アリストテレス以降

#### アリストテレス論理学の継承
アリストテレスの著作と思想は、中東を経由して欧州へ再輸入され、中世のスコラ学、更に、近代の哲学者達（特に、大陸合理論、カント）へと継承されていくことになるが、上記のアリストテレスの論理学的分類により、弁証法（dialectic）という言葉や行為そのものは、形式的な論理（論証, demonstration）よりは一段劣る、通俗的・社会的なニュアンスを孕んだものとなる。
（また同時に、神学とも相まって、論理で扱われる「類の概念」（第二実体、普遍者、形相）を、「実体視」するのか（実念論）、名目的なものに過ぎないと考えるのか（唯名論）も、重要な論争点（普遍論争）として、中世スコラ学の頃より浮上してくることになる。スコラ学・大陸合理論・カントの流れは、基本的には前者の実念論的発想が優位な流れであり、これといち早く決別したのが、後者の継承とも言える、フランシス・ベーコン等に始まるイギリス経験論や自然科学だと言える。）

#### アリストテレス形而上学の破綻と再構築
ただし、中世までと、近世・近代では、アリストテレスの思想を取り巻く状況、その位置付けは大きく変化した。
というのも、アリストテレスの思想・学問体系は、「純粋形相・純粋現実態である不動の動者によって動かされている、地球を中心に円運動する宇宙・世界」といった地球中心説（天動説）的宇宙観・世界観から始まり、「万物がヒュレー（質料）・デュナミス（可能態）から、エイドス（形相）・エネルゲイア（現実態）の実現へと向けて運動する」といった共通法則を、自然学・形而上学（第一哲学）→倫理学→政治学と、人間の実践的領域にまで敷衍・適用するように組み立てられた、緻密かつ壮大なグランドセオリーだったが、コペルニクス等によって太陽中心説（地動説）が解明・普及された16世紀以降、その枠組みが破綻してしまったためである。
したがって、近代哲学においては、アリストテレスのそれに代わる、新しい形而上学（第一哲学）、ひいてはグランドセオリーの再構築が、1つの大きな課題となった。（ヘーゲル等の段階では、これは「Wissenschaft」（ヴィッセンシャフト、学・学知）と呼ばれるようになるが、念頭に置かれているものは同じである。）
英国ではそうした「拙速な枠組みの先決」を避け、経験的・漸進的な学習・解明を重視する経験論・感覚論が主流になったが、ヒュームによって、それを突き詰めると懐疑論へと行き着くことが示されてしまった。他方で欧州大陸では、古典力学の勃興期であった当時の状況を背景に、合理主義的に形而上学・グランドセオリーの再構築が試みられたが（大陸合理論）、独断論の域を出なかった。
イマヌエル・カントは、大陸合理論の理性主義的基調を引き継ぎつつ、他方で「経験によって認識が始まる」という経験論的発想も加味しながら、認識の共通の基盤・土台となっている（とカント等が考えた）「理性」自体を吟味するという逆転の発想（コペルニクス的転回、批判哲学）によって、経験的領域と、非経験的・実践的・形而上学的領域を、（「理性」を共通の基盤・土台としつつ）区別・共存させるという方法で、形而上学やグランドセオリー的枠組みの適正な再生・回復の試みを示そうとした。
このカントの二元論（経験・感覚的「現象」と非経験・非感覚的「物自体」）的な批判哲学的枠組みの再編・乗り越えを、「弁証法」（dialectic）の賞揚と共に志向したのが、フィヒテ、シェリング、ヘーゲル等、ドイツ観念論に分類される人々である。

#### ドイツ観念論による弁証法的回答
ドイツ観念論と一口に言っても、フィヒテ、シェリング、ヘーゲル等の間には、思想内容にかなりの差異があり、互いに批判し合う関係にすらある。そんな彼らに共通しているのは、「ドイツ観念論」（German idealism）という分類・表現に象徴的に表されているように、「ネオプラトニズム」→「ドイツ神秘主義」（エックハルト、クザーヌス等）と続く神秘主義の系譜で継承されてきた、「一者」及び、それとの「合一」への志向・願望である。
彼らはこうした志向の下、カントの二元論的な批判哲学的枠組みを、より主体的な観点から乗り越え、「一者」へと至る道程・枠組みとして組み立て直すべく、それぞれに模索・説明していくことになった。そしてこれは、総じてドイツ観念論の枠組みが、カントの枠組みよりも、経験的・主観的・直観的傾向がより強く、また「先決」的性格・内容が弱いことを意味する。言い換えれば、一見、経験論的でありながら、他方で「一者」を遠方・背後・根底に見つつ、それによって保証された調和的な道程を弁証法的に上っていくという点で、野放図でも懐疑論的でもない、そんな枠組みとしてドイツ観念論の枠組みは位置付けられることになる。
ヘーゲルの場合、こうした「人間の主観（意識・理性）によって掴まれないものは認めない」という姿勢は、ヘーゲルの『法の哲学』の序文における、「理性的なものは現実的であり、現実的なものは理性的である」の一文に象徴的に表現されている。
「ミネルヴァの梟（ふくろう）」の例えで有名な、この序文でも端的に述べられているように、ヘーゲルに言わせれば、哲学は、常に現実を後追いしているに過ぎない。現実の歴史がその形成過程を終えてから、ようやくそれを反映するように観念的な知的王国としての哲学が築かれる（「ミネルヴァの梟は黄昏に飛び立つ」）のであって、「哲学の到来はいつも遅すぎる」し、決して「あるべき世界」を教えてくれるようなものでもない。哲学は現実を越えた「彼岸的なもの」を打ち立てることができないし、そんなものは「一面的で空虚な思惟の誤謬の中」にしかない。
つまり、カント等に見られるように、その時々で、あらかじめ、ある形式や真理を先決して、体系を構築したとしても、その真理はその形式・体系の中における限りでの真理であるに過ぎず、現実の将来的見通しをもたらす普遍的真理になるわけでもないし、条件が変わり、その形式・体系が変わるに伴い、雲散霧消して、また別に新たに生み出されるような、仮初の真理に他ならない。したがって、本物の普遍的真理に到達するためには、そうした先決や、時々の形式・体系への固執は、むしろ不要・邪魔であり、避けられなくてはならない。
そのため、彼にとっては、哲学がなすべきことは、あくまでも「時間的に過ぎ去りゆくものの中に、内在的・現在的かつ永遠なものを （外的な形態化されたものの内にも脈打つ、内的な脈動を）概念的に認識する」ことであり、「実体的なものの中にいながら、主体的な自由を保持しようとし、それでいながら、特殊的・偶然的なものの内にではなく、即自かつ対自的に存在するもの（自覚・認識と充足の一体性、形式と内容の一体性）の内にいようとする内的な欲求に従った、現実との熱い和解・平和」である、ということになる。
つまり、哲学は、人間の主観・認識が、己の性質・欲求に従いつつ、主体的かつ漸進的に、試行錯誤を経ながら、現実と調和していく形で、真理・絶対知に到達していく過程・道程として、また、その最終的な結実として、捉えられなくてはならない。
そこで、人間の現実認識が対立・媒介を通して展開し、絶対知に到達していく過程のダイナミズムの内実に着目する、「ヘーゲルの弁証法」と呼ばれるような考え方が、持ち出されることになる。
（なお、こうした論理の厳密な形式性を巡っては、学問的にそれを重視・洗練させていく流れ（フレーゲ、ラッセル、前期ウィトゲンシュタイン等、数学に近接し数理論理学となり（数学の論理主義・形式主義はゲーデルの不完全性定理によって一定の限界が示される）、また分析哲学へとつながる）と、逆に、生の人間・社会の存在様式に寄り添いながら、その形式の根拠を問い直していく流れ（（ヘーゲル、マルクス、）フッサール（現象学）、マルティン・ハイデッガー、実存主義、構造主義、ポスト構造主義（ポストモダニズム）等）に、西洋思想が大きく分岐していくことになる。そして、そういった形式的基礎付けを巡る議論とは別に、現実に役立つ経験主義、実証主義、自然科学（応用科学・実学）、あるいはプラグマティズム等の流れも存在している。）

## ヘーゲルの弁証法
ヘーゲルの弁証法と呼ばれているものには、『精神現象学』の中で順序立てて詳細に述べられている「意識の弁証法」と、一般に単純化・形式化された形で言及されている「弁証法（的）論理学」の2種類がある。両者は抽象的には同じものだとも言えるが、叙述のされ方に差異があるので、以下、それらを別々に説明する。

### 『精神現象学』における弁証法
ヘーゲルが求めるのは、形式主義・操作主義によって獲得される表層的・外形的・空虚な個々の「体系知」（science）とは異なる、自然的実在のありのままの本質的規定・法則性（つまりは、絶対者・真理）の概念的把握である哲学、すなわち「学知」（Wissenschaft）である。そこで、人間の精神（意識）が、己の性質に則って、己にとっての「真・有」と「知」のズレを修正していく自己措定運動（「意識の弁証法」「意識の経験の学」）を経ながら、どのように「学知」（Wissenschaft）の完成へと到達していくのか、それを順序立てて叙述・描写するのが『精神現象学』である。
それは以下のような段階を経る。
- 意識（対象意識）[注釈 1]
  - 感覚的確信
  - 知覚
  - （知覚的）悟性
- 自覚（自己意識）[注釈 2]
- 理性
- 精神
  - 精神
  - 宗教
  - 絶対知

矢崎美盛は、こう書いている。
しばしば、ヘーゲル哲学の方法は弁証法であると言われている。そのことは正しい。しかしながら、もしも、ヘーゲルがあらかじめ弁証法という方法を形式的に規定しておいて、これを個々の対象思考に適用するという風に考えるならば、それは由々しき誤解である。ヘーゲルは、おそらく、その全著作の何処を探しても、方法としての弁証法なるものを、具体的思考から切り離して、一般的抽象的に論考したためしはない。彼はただ対象に即して考えるにすぎない。彼が対象に即して、対象の真理を具体的に把握するに適するように、自由に考えながら進んでいった過程が、いわば後から顧みて、弁証法と呼ばるべき連鎖をなしていることが見出されるのに過ぎない。極言すれば、理性的思考がいわゆる正反合の形態を具えているということは、抽象的形式的に基礎づけることは出来ない事柄である。そして、いわゆる弁証法的契機（例えば綜合）の具体性ということも、結局、対象を内包する理性内容の具体性に依存するものに外ならない。それ故に、ヘーゲルの哲学を理解するために、その内容から切り離されたいわゆる弁証法だけをとり出して、これを解釈したり論考したりすることは、むしろ不必要である。—矢崎美盛著『ヘーゲル 精神現象論』大思想文庫 第21、岩波書店、1936年
高山岩男は、こう書いている。
自覚の現象学は自己自身の意識、即ち自己認識を種々の人生経験により考察する現象学である。従って自覚の現象学の内容は人間界である。自然の事物の知識を事とする現象でなく人間界に於ける自覚を事とする経験である。こゝに於ける知は行って知る知であり、自覚の経験は本来的に実践的な生活行動である。前述の意識の段階は姿を変えて自覚の中に内在する。物は知覚的に知られる物ではなく同時に行動の対象としての物である。我は知覚や悟性の自我ではなく行動する自我である。自覚は行動我の自覚である。—高山岩男著『辨證法入門』アテネ文庫 第53、弘文堂、1949年

### 弁証法（的）論理学
ヘーゲルの弁証法を構成するものは、ある命題（テーゼ＝正）と、それと矛盾する、もしくはそれを否定する反対の命題（アンチテーゼ＝反）、そして、それらを本質的に統合した命題（ジンテーゼ＝合）の3つである。全てのものは己のうちに矛盾を含んでおり、それによって必然的に己と対立するものを生み出す。生み出したものと生み出されたものは互いに対立しあうが（ここに優劣関係はない）、同時にまさにその対立によって互いに結びついている（相互媒介）。最後には二つがアウフヘーベン（aufheben, 止揚,揚棄）される。このアウフヘーベンは「否定の否定」であり、一見すると単なる二重否定すなわち肯定＝正のようである。しかしアウフヘーベンにおいては、正のみならず、正に対立していた反もまた統合されて保存されているのである。ドイツ語のアウフヘーベンは「捨てる」（否定する）と「持ち上げる」（高める）という、互いに相反する二つの意味をもちあわせている。なおカトリックではaufhebenは上へあげること（例：聖体の奉挙Elevation）だけの意。
ソクラテスの対話と同じように、ヘーゲルの弁証法は、暗黙的な矛盾を明確にすることで発展させていく。その過程のそれぞれの段階は、その前の段階に暗黙的に内在する矛盾の産物とされる。
またヘーゲルは、歴史とは一つの大きな弁証法、すなわち奴隷制という自己疎外から、労働を通じて自由と平等な市民によって構成される合理的な法治国家としての自己統一へと発展する「精神」が、実現していく大きな運動だと認識した。ここに弁証法は、（アリストテレスのそれが存在の論理であったのに対し）運動の論理として成立している。しかし、下記に記されているように、この運動性が民衆側中心でなく国家側中心に眺められているという不全さがあった。

## マルクス主義における弁証法
カール・マルクスは、世界は諸事象の複合体ではなく諸過程の複合体であることを指摘した点をもってヘーゲルの弁証法を高く評価しているが、ヘーゲルは「頭でっかち」で「逆立ち」しており、彼の考えを「地に足をつけた」ものにしなければならないと主張した。すなわち、ヘーゲルの観念論による弁証法における観念の優位性を唯物論による物質の優位性に反転させることで唯物弁証法（弁証法的唯物論）またはマルクス主義的弁証法が考え出された。世界は観念的な神や絶対知に向かって発展していくのではなく、物質、自然科学に向かって発展していっているとするものである。
この弁証法を歴史の理解に応用したものが史的唯物論（唯物史観）であり、この見方はマルクスやエンゲルス、レーニン、トロツキーの著作に見て取ることができる。この弁証法は、マルクス主義者の思想の核心的な出発点となるものである。
エンゲルスは『自然弁証法』において、唯物論的弁証法の具体的な原則を3つ取り上げた。
1. 「量から質への転化、ないしその逆の転化」
2. 「対立物の相互浸透（統一）」
3. 「否定の否定」

これらがヘーゲルにおいても見られることをエンゲルスも認めている。1は、量の漸次的な動きが質の変化をもたらすということをいっており、エンゲルスは例えば、分子とそれが構成する物体ではそもそもの質が異なることを述べた。2と3に関するエンゲルスの記述は少ない。しかし、2はマルクス主義における実体論でなく関係論と結びつく内容であるといわれる。つまり、対立物は相互に規定しあうことで初めて互いに成り立つという、相互依存的で相関的な関係にあるのであって、決して独自の実体として対立しあっているわけではない、ということである。3はヘーゲルのアウフヘーベンと同じである。エンゲルスによれば、唯物論的弁証法は自然から弁証法を見出すが、ヘーゲルのそれはちょうど逆で、思考から自然への適用を行おうとする。
また、エンゲルスは、ヘーゲルの弁証法の正当性は「細胞」「エネルギー転化」「ダーウィンの進化論」の3つの自然科学的発見によって裏付けられたと考えた。
スターリン主義における弁証法的唯物論は、政治的イデオロギーの側面が非常に強かったため、だんだんと教条主義的、また理論的に破綻したものへと変わって行った。ソビエト連邦の哲学者の中で最も有名な人物は、エヴァリッド・イリエンコフである。彼は、レーニンの思想にある「弁証法的論理学を発展させるためには、マルクスの『資本論』の認識論をこそ最大限に利用すべきである」という指示に従い、観念論的偏向から解放されたマルクス主義的な弁証法の研究を続けた。

## キルケゴールにおける弁証法
キルケゴールはみずからの弁証法を質的弁証法と呼び、ヘーゲルのそれを量的弁証法と呼び区別した。たとえば美的・倫理的・宗教的実存の領域は、質的に本質を異にし、そこにはあれもこれもでなく、あれかこれかの決断による選択、あるいは止揚による総合でなく、挫折による飛躍だけがある。
実存は、成りつつあるものとして無限への無限な運動、また単なる可能でない現実としてつねに時間的であり、その時間における運動は、決断とその反復において、時間における永遠を満たす。矛盾によって各々の実存に対して迫られた決断における真理の生成が、主体性の真理であり、主体的かつ実存的な思惟者は、いわば実存しつつ問題を解く。

絶対弁証法
上記のヘーゲルの、「運動の弁証法」が形式論理内にある弁証法としてはアリストテレスのそれよりも代表的だったところ、西洋に特有の無矛盾の静的な（もしくは無矛盾化する運動を可能とする）形式論理、を超えた形式背理の側から、西田幾多郎が「絶対弁証法」であるとしているものがある。そこでは止揚されるべき矛盾はそれが可能な（形式論理下の）相対矛盾ではなく絶対矛盾であり、その結果、矛盾の止揚を経て自己同一性を保持するのではなく自己矛盾にあり、運動と静止が同時存在する。このようなニュアンスを帯びるため、これは弁証法と呼ぶべきでないとする主張が、同じく形式背理に即して西田の系譜にある木岡伸夫からもその著『＜あいだ＞を開く』で出ている。しかし、運動が未発ではあっても、怠惰のために静止にあるわけではなく、弁証法運動への精神は旺盛にあるが形式論理にある問題を見据えるために動けないのだ、ということを理解してここに添えておくのが、弁証法を総体的に、東西両洋を超えた視点で理解するために適切である。

否定的弁証法（/ヘーゲルの弁証法を正の弁証法とした意味での「負の弁証法」とも訳せる。）
直上の西田幾多郎が「絶対弁証法」と呼ぶものが、アドルノが1966年の書Negative Dialektikで「否定的弁証法/負の弁証法negative Dialektik 」と呼ぶものにほぼ合致している。時代的に西田の主張が先行している。（1949年刊行の西田幾多郎全集第XI巻に所収の論文「場所的論理と宗教的世界観」では既に使われている）アドルノのその呼称で意味するものは、「存在するものと考えられるものとの間の同一性という概念を前提としないような、またそのような概念のうちに帰着しないで、まさしくその反対物を明示しようとする、つまり、概念とものとの間の、主客の間の、分離志向を、そしてそれらの間の非宥和性を、明示しようとする哲学の起草」である。西田が形式論理への批判という根源的否定性から行きついているに対して、アドルノの“否定的”弁証法には、存在の同一性に基づいたものである形式論理を否定するまでの否定性はない。